# Uruk GNU
Uruk GNU/Linux-libre es un sistema basado en PureOS, aunque antes estuvo basado en Trisquel. El nombre Uruk está basado en una ciudad iraquí.
Uruk GNU/Linux 1.0 fue liberado el 13 de abril de 2016 y trae el software más común para tareas populares.

## Características
Uruk usa el Kernel Linux-libre para el sistema y entorno de escritorio MATE para sus interfaces gráficas.
Una de las características especiales de Uruk es la capacidad de correr varios tipos de sistema de gestión de paquetes en facilidad (incluyendo GNU Guix, urpmi, pacman, dnf). También mplementa un sencillo comnado para hacer eso, utiliza un programa Simulador de Director de Paquetes para simular las órdenes de directores de paquete más populares.

## Historial de las versiones
| Versión | Fecha      | Versión del Kernel | Entorno de escritorio |
| ------- | ---------- | ------------------ | --------------------- |
| 1.0     | 13/04/2016 | 4.2                | MATE                  |
| 2.0     | 05/12/2017 | 4.9.66             | MATE, Xfce            |
| 3.0     | 29/11/2022 |                    | MATE, Cinnamon        |